# Neuronentheorie
Als Neuronentheorie oder Neuronenlehre in strengem Sinne wird eine gewissermaßen „atomistische“ Sichtweise in der Neuroanatomie und Neurophysiologie angesehen. Nach heute allgemein geteilter Auffassung sind Neurone bzw. Nervenzellen die kleinsten spezifischen Einheiten des Nervensystems und werden daher auch als seine „Bausteine“ bezeichnet.(a) Dies sollte dennoch nicht zu einer Verabsolutierung gegensätzlicher Standpunkte und Sichtweisen (reduktionistisch-atomistisch versus holistisch) bzw. zur Anwendung eines Maschinenparadigmas führen.(a)

## Sechs Hauptsätze
Santiago Ramón y Cajal (1852–1934) stellte in seiner zuletzt 1935 erschienenen klassischen Formulierung sechs Hauptsätze auf, die als Grundlage der Neuronentheorie gelten:
1. Jedes Neuron ist eine anatomische Einheit. Es besteht aus einem Nervenzellkörper mit allen seinen Fortsätzen (Dendriten und Neuriten). Die Neurone stehen untereinander durch Kontaktstellen (Synapsen) in Verbindung. An diesen Berührungsstellen findet kein substantieller Übergang der Neurone statt, sondern es ist eine Membran mit einer Art von Kittsubstanz vorhanden.
2. Jedes Neuron ist auch eine genetische Einheit. Es leitet sich unmittelbar von einer einzelnen embryonalen Zelle, einem Neuroblasten, ab.
3. Jedes Neuron stellt eine funktionelle Einheit des Nervensystems dar. Außerhalb der Neurone gibt es keine Substanz, die der Leistungen der nervösen Substanz (Erregungsleitung etc.) fähig wäre.
4. Jedes Neuron ist eine trophische Einheit. Dies ergibt sich etwa nach Durchschneidung des Neuriten in der Degeneration des abgeschnittenen Anteiles, in der Chromatolyse in dem dazugehörigen Zellkörper und in der Regeneration durch Auswachsen des zentralen Stumpfes an der Durchtrennungsstelle. Die Schwann’schen Zellen sind nur bei der Ernährung der Achsensprösslinge beteiligt. Eine „autogene Regeneration“ gibt es nicht. Eine einmal abgestorbene Zelle kann nicht mehr regenerieren.
5. Das Neuron reagiert als nosologische Einheit, indem es auch bei anderen pathologischen Prozessen – vgl. Zf. 4 – selbständig, d. h. unabhängig von den übrigen Neuronen, zumindest in der ersten Phase solcher Prozesse auf schädigende Einflüsse anspricht.
6. Das Neuron stellt eine elektrophysiologische Einheit dar. Die nervöse Erregung ist polarisiert, d. h., sie pflanzt sich von den Dendriten gegen den Achsenzylinder fort.

## Historische Gegensätze
Unterschiedliche Sichtweisen ergaben sich in der Beurteilung der Leistungsprinzipien. Während Forscher wie Camillo Golgi (1843–1926) und andere den Verband von Leitungsbahnen als Produkt eines „Syncytiums“ ansahen, forderten Vertreter der Neuronentheorie die funktionelle Eigenständigkeit der Neuronen. Diese letztere Auffassung von Cajal hat sich als anatomisch begründbar und damit als zutreffend durchgesetzt. Die Synapsen der Neuronenketten lassen in der Tat einen interzellulären, durch Membranen abgegrenzten Zwischenraum erkennen. Es besteht somit kein syncytialer Verband.(b) (b)
Die Vertreter der Neuronentheorie neben Cajal sind Heinrich Wilhelm Waldeyer (1836–1921), der 1891 eine Neuronentheorie formulierte, Wilhelm His (1831–1904), Albert von Kölliker (1817–1905) und Gustaf Retzius (1842–1919). Waldeyer gab 1891 der Nervenzelle den prägnanten Namen „Neuron“. Die Vertreter dieser Lehre verfolgten Prinzipien des Reduktionismus.
Neben Golgi sind auf funktioneller Ebene die Hauptvertreter des neuronalen Netzverbandes bzw. der Kontinuitätslehre Franz Nissl (1860–1919), Stephan Apáthy (1863–1922), Hans Held (1866–1942) und Albrecht Bethe (1872–1954). Die historisch ältere Auffassung des Netzverbandes ist auch als Reticulumtheorie bekannt. Die Vertreter dieser Lehre verfolgten Prinzipien der Ganzheit. 
Auch die Vertreter des Gedankens der funktionellen Vernetzung haben gegenüber den Anhängern einer strengen Neuronentheorie Erfolge aufzuweisen. So schien für die Kontinuitätslehre zu sprechen, dass während der Embryonalentwicklung Verbindungen zwischen den von Neuroblasten gebildeten primitiven Nerven und den embryonalen Anlagen der Erfolgsorgane bestehen. Aufgrund bekannter entwicklungsgeschichtlicher Zusammenhänge zwischen neuronalen Zentren und Peripherie ergaben sich Bedenken gegen eine strenge Auslegung der Neuronentheorie. Die Behauptung Waldeyers, dass jedes Neuron auch genetisch eine Einheit sei, vgl. den oben genannten Hauptsatz Nr. 2, konnte sich so nicht durchsetzen.
Es stellt sich aufgrund der Lehre des Nervismus die Frage, auf welche Weise bei einem Nervennetz(a)  die Impulse einer einzelnen Nervenzelle im Sinne der Dekrementation gehemmt werden, wenn dies ohne „höhere“ Zentren innerhalb eines ZNS erfolgen muss.(b) Wird dagegen die Verstärkung von Reizen allein durch Summation einzelner afferenter „lokaler“ Reize bewirkt? 
Auch die Frage der Anpassungsfähigkeit des Nervensystems an neue Umweltbedingungen (Neuroplastizität) und die bekannten Tatsachen der Selbstorganisation von Nervengewebe stellen bis heute Argumente für den Netzwerkgedanken dar. Maschinen verfügen über solche Möglichkeiten nicht in gleichem Maße.(c) (c)

## Nachrichtentechnische Vergleiche
Trotz des angesprochenen prinzipiellen Unterschieds zwischen Maschinen und lebendiger Substanz versucht man die Nervenzelle mit technischen Geräten zu vergleichen, zumal angesichts des Erfolges künstlicher neuronaler Netzwerke. Diese Vergleiche dienen auch im heuristischen Sinne des Auffindens von Modellvorstellungen als Hilfsmittel neurologischer Forschung. So kann beispielsweise das veranschaulichende Bild eines Schaltapparats herangezogen werden, wie er etwa in Fernsprechzentralen Verwendung findet. Die Nervenfaser kann mit dem Leitungsdraht (weiße Substanz = Leitwerk) verglichen werden, die Nervenzelle mit dem Schalter (graue Substanz = Schaltwerk). Dennoch ist durch solche Vergleiche nicht die komplexe Struktur und die entsprechende Funktion etwa der Hirnrinde mit unterschiedlichen Typen von Nervenzellen und Schaltverbindungen erklärt. Auch ontogenetische Fragen der Entstehung dieses Bauplans sind nicht dadurch zu verstehen, dass man die Struktur der Bauelemente kennt. Es stellt sich damit vielmehr die Frage nach einer sinnvollen Verknüpfung dieser Bauelemente des Nervensystems zu einem funktionierenden Ganzen. Diese Frage wird durch folgendes Zitat zu beantworten versucht:

„Zwischen unseren heutigen morphologischen Kenntnissen und der funktionellen Leistung des Nervensystems klafft trotz der bedeutenden, mit Hilfe einer verfeinerten histologischen Methodik gewonnenen Fortschritte […] eine so große Lücke, daß wir uns von den nervösen Abläufen in physiologischer und pathologischer Hinsicht vielfach nur hypothetische Vorstellungen zu machen imstande sind.“

Auch wenn technische Modellvorstellungen sich als sehr fruchtbar erwiesen haben und nicht nur für die Anatomie und Physiologie, sondern z. B. auch in der Psychosomatik eine Rolle spielen (Kybernetik), darf Technik und lebendes Gewebe nicht gleichgesetzt werden. Die zwischen Hypothese und gesicherter Erkenntnis klaffende Lücke darf nicht übersehen werden.

## Erkenntnislehre
Wie am Beispiel der Neuronentheorie nachzuvollziehen ist, wird der Erkenntnisprozess durch den Gegensatz zwischen Theorien elementarer Betrachtungsweise (Neuronenlehre) einerseits und ganzheitlicher Vorstellungen zur Arbeitsweise des gesamten Nervensystems (Neuronenverband) andererseits begünstigt. Karl Jaspers (1883–1969) hat diesen Prozess am Beispiel des neurologischen Grundschemas (Reflextätigkeit) dargelegt.(a)

## Schlussfolgerungen
Obwohl die Nervenzelle als kleinste biologische Einheit des Nervensystems anzusehen ist, kommt in funktioneller Hinsicht dem Zusammenwirken von neuronalen Zellverbänden eine wesentliche Aufgabe zu bei der Bewältigung spezialisierter Aufgaben. Hier sind es nicht einzelne Nervenzellen, die höhere oder weniger komplexe Aufgaben zu leisten imstande wären, sondern vielmehr verschiedene Arten von Netzwerken, die ganz unterschiedlichen Anforderungen dienen. Die einzelne Nervenzelle passt sich den Erfordernissen solcher vernetzten Aufgabenstellungen dadurch an, indem sie das Synapsengewicht den jeweiligen Bedingungen entsprechend einstellt oder verändert. Damit wird erreicht, dass eingehende Signale entweder weitergegeben werden oder nicht. Das Zusammenwirken von Nervenzellen gewinnt an Bedeutung nicht nur in Sachen der begrifflichen Definition neuronaler Zentren und dem Verständnis ihrer anatomischen und topischen Beschaffenheit und Struktur, sondern ist insbesondere für das Erfassen funktioneller Zusammenhänge bei neuropsychologischen Syndromen von Bedeutung. Insofern können etwa die gegensätzlichen Standpunkte von Assoziationspsychologie (im reduktionistischen Sinne) und von Gestaltpsychologie (im ganzheitlichen Sinne) als Gegenstände einer fruchtbaren Auseinandersetzung und Ergänzung angesehen werden.(d) (b)  Die selbstorganisierende Arbeitsweise neuronaler Netze ist allein mit Vorstellungen eines Maschinenparadigmas nicht vollständig zu ersetzen.